# Acoustic Tempo Magic
『Acoustic Tempo Magic』（アコースティック テンポ マジック）は、安藤裕子の3枚目のミニアルバム。2014年3月12日にcutting edgeから発売された。

## 収録曲
1. slow tempo magic
  - 作詞：安藤裕子、作曲：白根賢一
2. 黒い車
  - 作詞・作曲：安藤裕子
3. 早春物語
  - 作詞：康珍化、作曲：中崎英也
4. 隣人に光が差すとき
  - 作詞・作曲：安藤裕子
5. 聖者の行進
  - 作詞・作曲：安藤裕子
6. 世界をかえるつもりはない
  - 作詞・作曲：安藤裕子